# TRPN
TRPN - це представник родини йонних каналів TRP (TRP-канали), які можуть бути залучені в механорецепції. Назва гену TRPN nompC пішла від без механрецепторного потенціалу Ц (no mechanoreceptor potential C) коли був вперше знайдений в дрозофілі, від чого і N в назві каналу. З того часу, як канал був знайдений в дрозофілі, його гомологи були відкриті та описані у плоских червах (C. elegans), жабах (Xenopus) та в Даніо-реріо (Zebrafish).

## Структура
Структура каналу була показана в роботі 2017-го року, яку показали задопомогою кріоелектронної мікроскопії . Рентгеноструктурний аналіз сегментів каналу, що були клоновані з дрозофіли та Даніо-реріо спричинило виникненню гіпотези, що полі-анкіриновий хвіст на N-кінці TRPN залучений  закриванні йонної пори кананлу. Кристалографічні дослідження TRPY1, гомолога TRPN у дріжджах, показали, що консервативні для TRP-родини ароматичні залишки в шостому трансмембранному домені критичні для закритої конформації каналу.

## Функція
Оскільки TRPN є механорецептором, він активується на механічні подразнення. Дослідження з видаленням TRPN у дорослих плодових мушкок та личинок показали, що нуль-мутанти мали проблеми з рухом, що може вказувати на роль TRPN у пропріоцепції. Ця гіпотеза пізніше посилилась роботами з імуногістохімічним міченням у плодової мушки,що показали що TRPN у них локалізований на війках сенсил та хордотональних органів у  Джонстоновому органі . Наступні імуногістохімічні дослідження на плодових мушках показали, методами з більшою роздільною здатністю, що TRPN локалізований на дистальному кінці рухомої механочутливої війки в органі Джонстона . Однак, TRPN не обов'язковий для механічого чуття у лічинок  або дорослих мух, що дає причини думати, що механочутливі TRPV канали дрозофіл також виконують механосенсорну роль.
Досліди на C. elegans показали, що мутанти по гену TRPN мали дефекти під час напрямлених рухів, і це було пов'язано з зниженням тактильної реакції на контакт з об'єктом харчування.  З цього випливає, що TRPN є життєвонеобхідним для пропріоцепції. Електрофізіологічні досліди з фіксацією одноканального струму показали, що TRPN відповідає на механічні подразнення та пропускає в основному йони Na, хоча про повну селективність каналу ще не досліджено.
Роботи на лічинках Даніо-реріо також показали, що нокдаун TRPN за допомогою морофолінових олігонуклеотидів спричиняв втрату слуху так само як і відчуття координації, що вказує на подвійну функцію як і в здатності слухати, так і в пропріоцепції. Імуногістохімічними методами на жаб'ячих ембріонах було показано локалізацію TRPN на кінчиках механосенсорних війок на бічній лінії,   волоскових клітинах та війках епітеліальних клітин, з чого припускають роль в варіабельності механосенсорних функцій. TRPN, локалізований на кіноцилії, не на стереоцилії, волоскових клітин амфібій, дає причини допускати наявність двох різних класів механочутливих каналів. Ці данні про варіабельність у різних видах показує, що не лише TRPN є консервативним серед багатьох видів, але має відмінності у їх функціях в механосенсорних системах.

## Гени
Наступний список - генів, що кодують TRPN, організований за видами тварин, в яких їх було знайдено. Назви генів специфічні для конкретних видів як і шлях їх відкриття, через що вони можуть не відноситись до TRPN. Посилання на NCBI додані.

### Плодова муха (Drosophila melanogaster)
- nompC
  - Gene entry [Архівовано 29 листопада 2018 у Wayback Machine.]

### Нематода (Caenorhabditis elegans)
- trp-4
  - Gene entry [Архівовано 29 листопада 2018 у Wayback Machine.]

### Африканська шпорова жаба (Xenopus laevis)
- nompc
  - Gene entry [Архівовано 29 листопада 2018 у Wayback Machine.]

### Даніо-реріо (Danio rerio)
- trpn1
  - Gene entry [Архівовано 29 листопада 2018 у Wayback Machine.]